# Coffi Roger Anoumou
Coffi Roger Anoumou, né le 30 juillet 1972   à Dogbo-Tota au Bénin, est évêque catholique romain de Lokossa le 4 mars 2023.

## Biographie

### Enfance
Coffi Roger Anoumou a d'abord fréquenté les petits séminaires de Djimè près d'Abomey et de Parakou,.

### Études et Ministère
Après le cours préparatoire, il étudie la philosophie et la théologie au séminaire de Ouidah. Le 27 décembre 2003, il reçoit le sacrement d'ordination sacerdotale pour le diocèse de Lokossa.
Après son ordination, il devient professeur au séminaire des garçons de Parakou jusqu'en 2005, où il enseigne l'anglais et la philosophie.
De 2006 à 2007, il travaille au Ghana à Nima, un district d'Accra, dans la pastorale.
De 2007 à 2011, il a étudié à Rome et a obtenu un diplôme en psychologie de l'éducation et du développement à l'Université pontificale salésienne.
Après un an comme éducateur dans les séminaires de garçons de Parakou et de Djimé, il retourne à Rome, où il obtient un doctorat en psychopédagogie de 2012 à 2015. Pendant son séjour en Italie, il a également travaillé dans la pastorale du diocèse de Cesena-Sarsina jusqu'en 2017.
Entre 2015 et 2020, il a effectué des séjours d'étude dans son pays d'origine et à Rome, au cours desquels il a poursuivi ses études à Paris avec un doctorat en psychologie appliquée. De 2017 à 2021, il a également été curé dans son diocèse d'origine.
À partir de 2021, il a été Regens du Séminaire Saint-Paul de Djimè et curé du Lycée technique de Bohicon.
Le 4 mars 2023, le pape François le nomme évêque de Lokossa
Il a été ordonné le 13 Mai 2023 à la Cathédrale Saint Pierre Claver de Lokossa, par Mark Gérard Milles, nonce apostolique près du Bénin et du Togo, Victor Agbanou, évêque sortant de Lokossa, Martin Adjou Moumouni, évêque de N’dali.
En Octobre 2023, il représente le Bénin au synode des évêques sur la synodalité à Rome.
Son ministère épiscopal, il le place sur le signe de l’unité. Cela se fait remarquer à travers sa devise épiscopale : UT UNUM SINT, en latin, signifiant en français, QU’ILS SOIENT UN,,.